# Ernie Dixon
Ernest Dixon (10 tháng 7 năm 1901 – 27 tháng 4 năm 1941) là một cầu thủ bóng đá sinh ra ở Pudsey, Anh thi đấu ở vị trí tiền đạo ở Football League ở thập niên 1920 và 1930.
Ông thi đấu cho Bradford City, Halifax Town, Burnley, Huddersfield Town, Nelson và Tranmere Rovers.
Ông là cầu thủ ghi nhiều bàn thắng nhất mọi thời đại của Halifax với 132 bàn trong mọi đấu trường.
Cuối sự nghiệp, ông có thời gian thi đấu với Gresley Rovers.